# Prelest

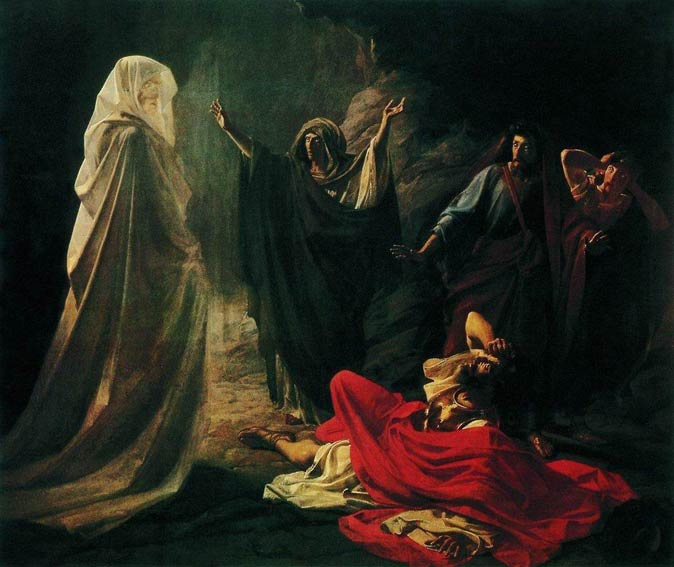
Bruxa de Endor, por Nikolai Ge.

Prelest (em russo:  прелесть, "fascinação"; em grego:  πλάνη - plani, "opinião errada") é um termo língua russa, próprio da teologia da Igreja Ortodoxa, descrevendo uma ilusão espiritual originada, ultimamente, do orgulho.
Estritamente falando, qualquer erro humano pode ser o começo da prelest. De acordo com Santo Inácio (Brianchaninov), um bispo russo que escreveu extensamente sobre a prelest, muito disto compilado no livro Sobre a Prelest (em russo:  О прелести), o começo da auto-ilusão e das ilusões demoníacas são os falsos pensamentos. O conceito de prelest é muito importante na espiritualidade ortodoxa e muitos Pais da Igreja, tanto antigos quanto modernos, escreveram extensamente sobre ilusões espirituais, como identificá-las e como vencê-las.

## Formas deprelest

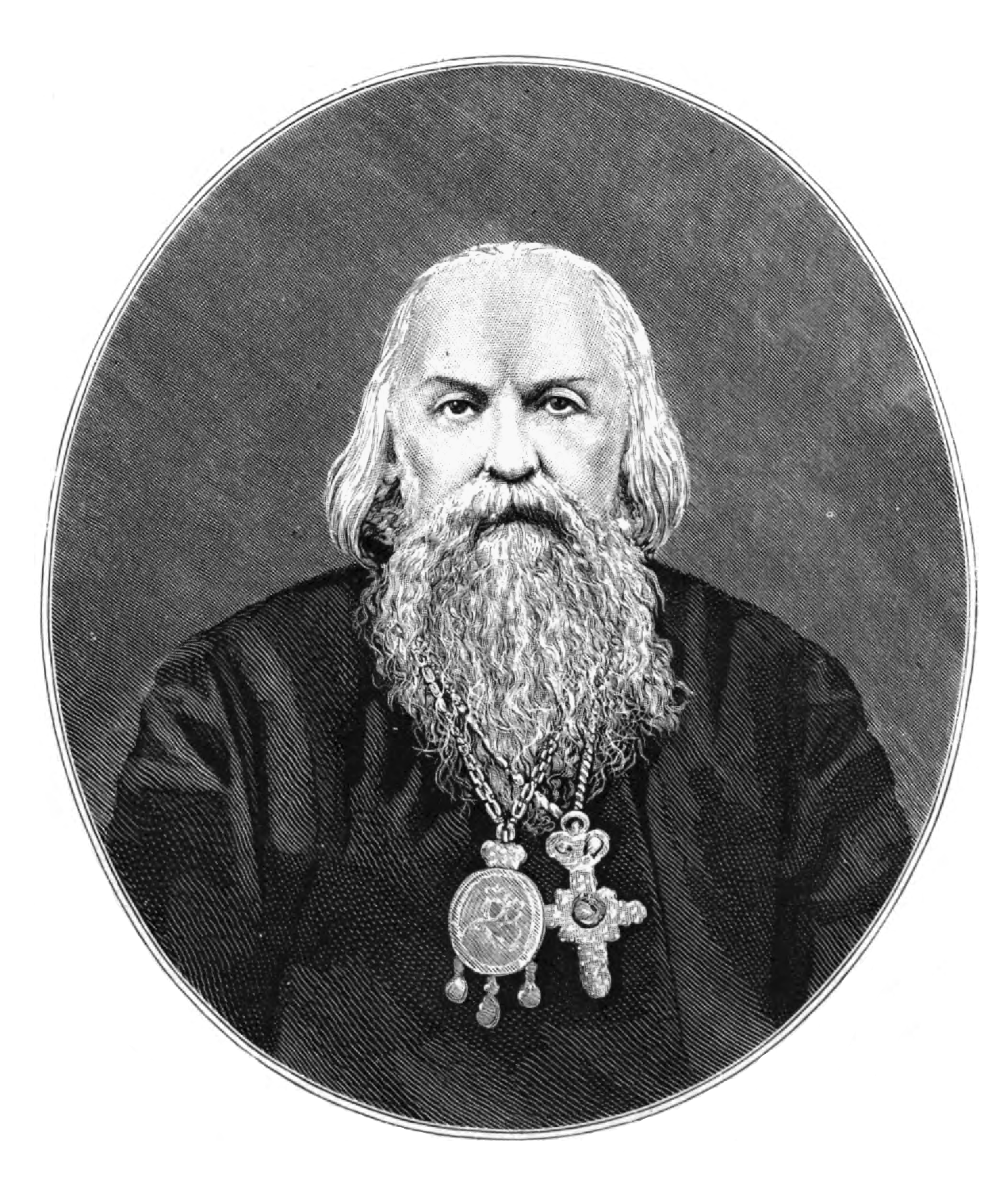
Santo Inácio (Brianchaninov), que discorreu extensamente sobre o fenômeno da prelest.

Santo Inácio escreveu sobre dois tipos de ilusões espirituais relacionadas à vida orante:
1. Imaginação – O orante imagina dentro ou fora de si algo que não existe. Este tipo de ilusão inclui formas equivocadas de se orar resultando em alucinações misturadas com visões reais originadas de demônios.
2. Autoconceito – O orante atribui a si uma dignidade que não tem perante Deus.

São Gregório de Sinai também escreveu sobre diversas formas de ilusões espirituais:
1. visões ilusórias e imagens mentais e fantasias, causadas por arrogância e autoconceito
2. influência diabólica, tendo origem na licenciosidade, que por sua vez tem origem em desejos naturais
3. desarranjo mental, como resultado dos dois tipos anteriores

Entre outras formas de prelest extensamente descritas pela Patrística ortodoxa estão:
- Visões falsas, resultadas de uma mente que não foi renovada pelo Espírito Santo.[3][1] O Ancião Cleopas (Ilie) enumerou sete formas de se cair em visões falsas: orgulho, vaidade, uma mente inexperiente, zelo imprudente, desobediência, seguir o próprio desejo omitindo pensamentos na confissão, e não conhecer suficientemente a si próprio e à Bíblia.[4]
- Autoconceito exacerbado;
- Falsos carismas auxiliados por demônios. Incluem-se supostos dons de cura, profecia, clarividência, oração incessante e poder sobre os demônios.[5][6] Neste contexto, "falso" indica que não é de origem divina.
- Confiança nos sonhos, forma de prelest já advertida na Escritura.[7][8]
- Displicência, enfraquecendo o zelo;
- Paixão pelo ensino, como advertido na Epístola de Tiago: "Meus irmãos, muitos de vós não sejam mestres, sabendo que receberemos mais duro juízo".[9][10]

## Exemplos

### Na Bíblia

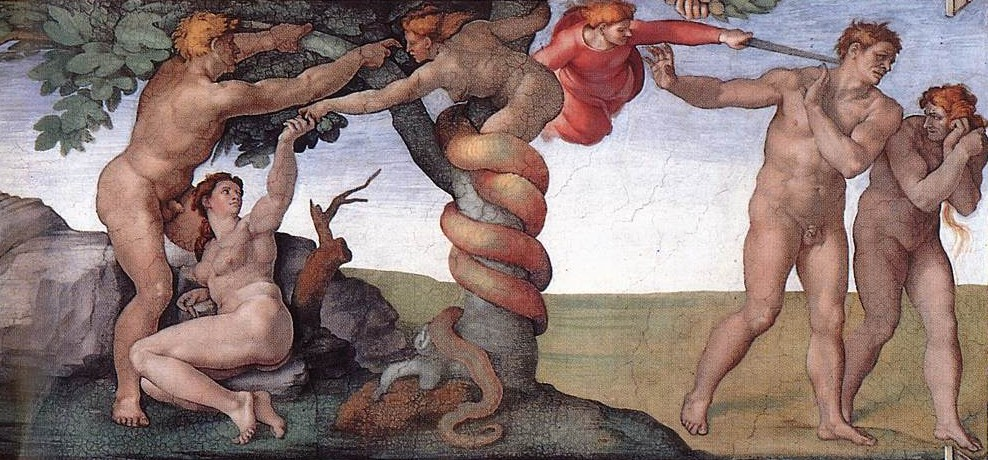
A queda do homem, representada na Capela Sistina.

Segundo a tradição judaico-cristã, a primeira ilusão espiritual da humanidade foi a desobediência a Deus no Éden, levando à queda do homem. No terceiro capítulo do Livro de Gênesis, é descrito como Satanás enganou a Adão e Eva com o pensamento orgulhoso de ser como Deus, levando-os a comer o fruto proibido: "Certamente não morrereis. Porque Deus sabe que no dia em que dele comerdes se abrirão os vossos olhos, e sereis como Deus, sabendo o bem e o mal". No Grande Cânone de Santo André de Creta, pede-se o perdão pelas ilusões aludindo-se a este momento: "Revesti-me do falso esplendor com que a Serpente me envolvera: segui o seu conselho e a vergonha tomou conta de mim".
No Primeiro Livro de Samuel, o Rei Saul consulta a Bruxa de Endor, que o faz acreditar estar falando com o falecido Profeta Samuel. Embora parte da Patrística tenha argumentado que a mulher havia iludido Saul com um truque de ventriloquismo, em consistência com a tradução da Septuaginta de que seria uma a mulher seria uma ventríloqua, este momento é frequentemente entendido pela Igreja Ortodoxa como de comunicação com um demônio. Esta ilusão espiritual seria entendida pelos israelitas como catalisadora da derrota do Rei, o que se verifica pela expulsão dos necromantes do reino subsequente.
Em Eclesiástico, é aconselhado que o homem não se atente aos sonhos, o que será repetido pelos Pais da Igreja em aconselhamento contra as ilusões espirituais.
O Novo Testamento frequentemente adverte contra os falsos profetas, o que dialoga com a ideia de prelest. O Apóstolo Paulo adverte contra visões ilusórias na Segunda Epístola aos Coríntios, e Santo Inácio interpreta como um aviso contra a prelest nas seguintes palavras da Primeira Epístola a Timóteo: "Ó Timóteo, guarda o depósito que te foi confiado, tendo horror aos clamores vãos e profanos e às oposições da falsamente chamada ciência".
Os falsos milagres também são uma espécie de prelest, e estes se evidenciam em muito da Bíblia, como na história de Balaão. O Novo Testamento adverte que o Anticristo poderá executar milagres.

### Na hagiografia ortodoxa
A hagiografia da Igreja Ortodoxa registra diversas histórias em que seus santos teriam sofrido, ou pelo menos sido tentados, por ilusões espirituais demoníacas.
Simeão Estilita, o Antigo, foi iludido por demônios que o mostraram uma carruagem para levá-lo aos céus como foi levado o Profeta Elias. Simeão tentou entrar nela, mas, ao fazer o sinal da cruz, ela desapareceu.
Pedro Atonita, o primeiro monge do Monte Atos, teve muitas falsas visões tentando assustá-lo ou iludi-lo. Em seu primeiro ano de reclusão, viu o que parecia ser um menino que antes conhecia, com o qual conversou. O suposto menino teria tentado convencer o santo a voltar para casa, ao que este replicou que apenas escutaria à Mãe de Deus. Com a pronúncia deste nome, o demônio desapareceu. Sete anos depois, um demônio apareceu na frente de Pedro na forma de um anjo de luz. O santo se recusou, e, ao pronunciar os nomes da Mãe de Deus e de São Nicolau, o anjo desapareceu.
Silvano Atonita, de acordo com sua biografia escrita por Ancião Sofrônio, esteve em prelest duas vezes. Em uma delas, aceitou uma falsa visão, o que percebeu com orações e humildade.
Quando Paísios Atonita vivia no Mosteiro de Stomion, no Epiro, teve uma visão em que o telhado abria e vislumbrava um pilar de luz até os céus, com um jovem parecido com Cristo. Quando o ancião expressou sua indignidade em ver Cristo, o homem desapareceu. Em outro momento de sua vida, morando no Mosteiro de Santa Catarina, o santo teve que sair a noite. Como não conseguia acender sua luz, uma luz brilhou de uma das pedras. São Paísios percebeu que esta luz era de natureza demoníaca e voltou para o mosteiro.

### Em outras religiões
De acordo com Santo Inácio (Brianchaninov), muitos dos grandes santos da Igreja Católica Romana posteriores ao que a Ortodoxia entende como sua apostasia teriam estado em prelest, o que ele demonstra comparando as experiências de Francisco de Assis, Inácio de Loyola e Tomás de Kempis com a de santos dos primeiros séculos.
Analisando os ensinamentos de Inácio, o professor Alexei Osipov, da Academia Eslavo-Greco-Latina, delineou em seu apoio diferenças percebidas entre os conceitos ortodoxos e católicos romanos de espiritualidade, humildade e arrependimento. Osipov ainda enumera três manifestações de prelest no misticismo católico romano: um excesso no entendimento da compaixão de Cristo; um relacionamento romântico com Deus e devaneios de imaginação.
Alguns religiosos modernos, como São Paísios Atonita e Padre Serafim de Platina, apontaram para ilusões espirituais entre as religiões modernas. Este primeiro falou brevemente sobre os perigos das experiências espirituais pentecostais em sua compilação póstuma de conselhos espirituais, enquanto o segundo dedicou grande parte de seu livro Orthodoxy and the Religion of the Future a discutir a prelest entre pentecostais, dhármicos e mesmo ufólogos.